# HaPoel HaMizrahi
HaPoel HaMizrahi (en hebreo: הפועל המזרחי‎) (en español: el obrero oriental) fue un partido político y un movimiento del Estado de Israel, anterior a la formación del Partido Nacional Religioso.
El movimiento fue creado en Jerusalén el 1922 bajo el eslogan "Torá ve-Avodá" (Torá y Trabajo), como una organización sionista religiosa que apoyaba a la fundación de los kibutzim religiosos, y de los moshavim, donde el trabajo era realizado de acuerdo con la halajá. Su nombre proviene de la organización Movimiento Mundial Mizrachi, y es un acrónimo que significa "centro religioso" (en hebreo: מרכז רוחני) (transliterado: Merkaz Ruhani).
En las elecciones legislativas de Israel de 1949 HaPoel Mizrahi se presentó como parte de una lista conjunta llamada Frente Religioso Unido, junto con el Movimiento Mundial Mizrachi, la organización mundial World Agudath Israel, y el partido Agudat Israel. El grupo obtuvo 16 escaños, de los cuales a la formación HaPoel HaMizrahi le correspondieron cinco escaños, por el que fue el tercer partido en número de escaños en la Knéset, el parlamento israelí, después de los partidos Mapam y Mapai. Fue invitado a unirse a la coalición de gobierno de David Ben-Gurion y su jefe Jaim Moshé Shapira, fue nombrado Ministro del Interior, Ministro de Salud, y Ministro de Inmigración, en el primer gobierno israelí.
El Frente Unido Religioso tuvo un importante papel en la caída del primer gobierno debido a su desacuerdo con el partido Mapai, sobre diversas cuestiones relativas a la educación en los nuevos campamentos de refugiados, y el sistema de educación religiosa, así como su exigencia de cerrar el Ministerio de Racionamiento y Abastos, y que un empresario fuera designado como Ministro de Comercio e Industria. Ben-Gurión dimitió el 15 de octubre de 1950. Cuando se resolvieron los problemas dos semanas más tarde, se formó el segundo gobierno con los mismos socios de la coalición, y con los mismos ministros del gobierno anterior.
A las elecciones parlamentarias de 1951 el partido se presentó en solitario con el nombre Torá y Trabajo, HaPoel HaMizrahi. La formación obtuvo ocho escaños, fue el cuarto partido más votado. Una vez más se unieron a la coalición de Gobierno, y siguieron siendo un miembro en los cuatro gobiernos de la segunda Knéset. Shapira mantuvo su posición como Ministro del Interior, y también llegó a ser el ministro de las Religiones. Cuando cayó el tercer gobierno Shapira dejó el Ministerio del Interior, y fue ministro de Bienestar Social. Recuperó el Ministerio del Interior en el sexto gobierno. Josef Burg también fue ministro de Salud en el tercer gobierno, y llegó a ser Ministro de Servicios Postales en el cuarto, el quinto y el sexto gobierno.
En las elecciones parlamentarias de 1955 el partido se unió a su gemelo ideológico, el movimiento Mizrachi, para formar el Partido Nacional Religioso (Mafdal). El nuevo partido obtuvo 11 escaños, fue el cuarto partido más votado, y nuevamente fueron socios del gobierno de coalición en la tercera Knéset. En 1956, la unión de los dos partidos fue permanente, y cambió su nombre por el de Partido Nacional Religioso, una formación que fue una fuerza muy influyente en la política israelí.

## Resultados electorales
| Año  | Líder                             | Votos                             | %                                 | Resultado | +/- | Gob      |
| ---- | --------------------------------- | --------------------------------- | --------------------------------- | --------- | --- | -------- |
| 1949 | Dentro del Frente Religioso Unido | Dentro del Frente Religioso Unido | Dentro del Frente Religioso Unido | 7/120     | 1a  | Gobierno |
| 1951 | Haim-Moshe Shapira                | 46.347 (#4)                       | \| \| 6,74 % \|                   | 8/120     | 1   | Gobierno |
| 1955 | Dentro del Mafdal                 | Dentro del Mafdal                 | Dentro del Mafdal                 | 9/120     | 1   | Gobierno |
|      | 6,74 %                            |                                   |                                   |           |     |          |

aRespecto a los escaños obtenidos dentro de la coalición Frente Religioso Unido en 1949.